# Тхэй У
Тхэй У (бирм. ဌေးဦး; род. 20 января 1950) — военный и политический деятель Мьянмы. С 13 августа 2015 года стал председателем правящей в Мьянме Партии солидарности и развития Союза в результате «ночного переворота». Депутат Палаты представителей, отставной генерал-майор армии Мьянмы. Министр сельского хозяйства и ирригации (с 18 сентября 2004 года по 30 марта 2011 года).

## Биография
Родился в городе Хинтада 20 января 1950 года. Окончил учёбу в Университете Янгона и офицерском училище ВВС.
Возглавил партию на парламентских выборах в 2015 году.